# 王宗弼
王宗弼（9世纪—925年12月28日），五代十国前蜀大将。
他本名魏弘夫，是前蜀开国皇帝王建的军事统帅和养子，封巨鹿王。乾宁二年（895年）前后为顾彦晖效力时又作顾琛。王建子王衍年间，王宗弼的权力继续上升，封齐王。咸康元年（925年），前蜀军在数次关键战役中败于来伐的后唐军，王宗弼迫使王衍投降，希望可以维持自己在西川的势力。但后唐军的招讨副使郭崇韬认为王宗弼不可靠，处决了他。

## 早年
王宗弼本名魏弘夫。生年不详，是许州人。
魏弘夫隶属忠武军。王建讨伐王仙芝、尚君长等人时，魏弘夫都在军中。光启三年（887年），王建统领阆州，自称刺史，补魏弘夫为义勇都十将，收为养子，赐名王宗弼。十一月，王建想接受养父西川监军宦官田令孜的召唤去效力田令孜的哥哥西川节度使陈敬瑄。王建把大部分家人托付给盟友东川节度使顾彦朗，带着从子王宗鐬和养子王宗弼、王宗瑤、王宗侃、王宗弁前往成都。
随后，陈敬瑄反悔了，想阻止王建来成都，王建与他决裂，发动战事，最终于大顺二年（891年）取胜并掌控了西川。改王宗弼为左骁骑都知兵马使，累迁嘉州、眉州刺史。

## 唐朝年间效力王建、顾彦晖
王建取西川期间，顾彦朗死了，弟弟顾彦晖继承了东川。王建和顾彦朗在神策军共事时是朋友，王建不想在顾彦朗在世时夺取东川，但顾彦朗一死，他就动了心思，而表面上仍和顾彦晖结盟。当年十二月，山南西道节度使杨守亮攻东川，顾彦晖向王建求援。王建派華洪、李簡、王宗侃、王宗弼前去，却密令他们：“你们击败敌军后，顾彦晖一定会邀你们赴宴。你们要请求在军营设宴，趁机抓住他，这样我们就不用再多余打一仗了。”西川军击败山南西道军并迫其撤退后，顾彦晖果然计划如此设宴，但王宗弼却不知何故把计划泄露给了他，顾彦晖称病拒绝离开军部梓州。两川间的联盟就此终结。
乾宁二年（895年）十二月，当王建与顾彦晖酣战时，攻打果州，王宗弼作为别将，在飞鸟掠地，被顾彦晖所俘。顾彦晖责怪王宗弼身为大将不能谏止王建来讨，王宗弼对以先前泄谋之事，顾彦晖笑了，释放了他，还收他为子，改名顾琛。但此时顾彦晖已经山穷水尽，他本人及盟友凤翔节度使李茂贞屡败于王建，梓州被围，外无援军。四年（897年）十月，顾彦晖召集家人和养子，准备集体自杀。但在自杀前，顾彦晖说顾琛成为养子的时间不长，没必要同死，指着城墙的缺口让他离开。顾彦晖养子顧瑤（《九国志》作顾彦晖弟顾彦瑶）杀了顾彦晖、顾彦晖诸子及其余顾氏族人，然后也自杀。
顾琛恢复王宗弼之名，重归王建帐下。王建待他如初。

## 辅佐王建
第二年，王建又令王宗弼将上军，光化年间再授嘉州刺史。
天复七年（907年），宣武军节度使朱全忠篡唐建立后梁，自称皇帝，时为蜀王的王建最初和淮南节度使弘农王杨渥一同声明寻求和河东节度使晋王李克用、岐王李茂贞结盟讨伐后梁，复辟唐朝。但后梁的封臣们并未随声明而倒戈，王建便自行建立蜀国，史称前蜀，自称皇帝。王宗弼继续在前蜀军中效力。武成元年（908年）封巨鹿郡王，代王宗裕为天贞军节度使，直至三年（910年）又被王宗裕取代。
永平元年（911年），李茂贞背盟攻打前蜀。十月，身为开道都指挥使的王宗弼奉命率军抵抗，败岐将刘知俊，十一月又败岐兵于金牛，拔十六寨，俘斩六千余级，擒其将郭存等。其他前蜀将领也分别击败其他岐将，岐军被迫撤退。
光天元年（918年），时任北面行营招讨使兼中书令的王宗弼正对岐作战时，王建病重。他认为王宗弼沉静而有谋略，适合辅佐太子王宗衍治国。他把王宗弼从北疆召回，命他为马步都指挥使，掌管御林军。王建临死时，内飞龙使宦官唐文扆企图政变夺权，王宗弼等三十余人到朝堂，因唐文扆矫命，不得入见，但他的下属内皇城使潘在迎却向王宗弼等高官告密，王宗弼等遂推门而入，言唐文扆之罪。唐文扆被贬为眉州刺史，又流放雅州。王建把王宗衍托付给了王宗弼、王宗瑶、其他养子王宗綰、王宗夔和宦官内枢密使宋光嗣。王建驾崩，王宗衍改名王衍继位，以王宗弼为太师兼中书令。

## 辅佐王衍
王衍继位后，唐文扆被处死，王宗弼用事，趁机贬宰相张格为茂州刺史，杨玢、许寂、潘峤等都以张格一党为名被贬官，后再贬张格为维州司户，张格的势力从此日益衰微。
七月，王衍以王宗弼为巨鹿王，又拜王宗弼为宫城内外都指挥使，托以政务。王宗弼凭受贿和个人好恶行政，王衍不理政事，这被视为前蜀衰落的开端。九月，宋光嗣也把判六军权让给王宗弼，获准。王宗弼后又被晋为齐王。
乾德五年（923年），前蜀东北面的主要敌人后梁已被后唐莊宗所灭。六年（924年）五月，莊宗派李嚴出使前蜀，名为建立友好关系，实则刺探。李严回唐后，报告说王宗弼和宋光嗣治理下的前蜀已经腐败，王衍无能，易于击破。而九月，王建的另一养子王宗儔认为王衍失德，建议王宗弼废掉王衍另立新帝。王宗弼犹豫不决，王宗儔忧愤而死。王宗弼却对宋光嗣及其同僚宦官景潤澄称王宗俦想杀他们而自己阻止了这一切，换取他们对自己的感激。王宗弼的儿子王承班听说后，却对人说：“我们家难以免祸了。”
十二月，王衍命母后徐太后弟徐延瓊（《蜀梼杌》作兄）代王宗弼为京城内外马步都指挥使，众将不平，因为王建生前曾下令不能让徐家掌握军权，但史书没有记载王宗弼本人的反应。
太子洗马林罕作《十在文》，称有王宗弼等十臣在，何忧社稷不安，实则反讽十人为祸乱之根。咸康元年（925年），王衍忽然举觞不悦，说：“北有后唐，南有蛮诏，朕既不能吊伐，是所忧也。”时任特进、检校太傅顾在珣奏以《十在文》，后主览之大笑，赐顾在珣彩五百段，加右金吾卫将军、开府仪同三司、检校太尉，令所司编入国史。顾在珣就此冒用林罕之文换取直言之名，将赏赐的一半给林罕，而林罕不得任用而卒。
九月，后唐莊宗准备发动大举进攻消灭前蜀。此战名义上由作为名义上的西川四面行营都统、庄宗子魏王李继岌指挥，实际上由作为名义副帅、枢密使、东北面行营都招讨制置使的大将郭崇韬指挥。前蜀政府猝不及防，王衍不顾王宗弼和徐太后反对，坚持驾临天雄军，王宗弼说：“唐军压境，怎可去秦州（天雄军军部）？”并上表切谏，王衍生气了，将表文掷在地上。十月他离京时，后唐军刚入蜀境。武興军节度使王承捷向王衍告急却无回音，很快投降后唐。武兴失守，王衍才有所警醒，但因为王宗弼和宋光嗣的建议，他停留在利州，派随驾清道指挥使王宗勳、王宗儼、兼侍中王宗昱前去抵抗唐军。他们遭遇唐军先锋李绍琛，被击败。王衍害怕了，逃回成都，留王宗弼守利州以抗唐军，并命他处决王宗勳、王宗儼、王宗昱。而后，宋光嗣的堂弟武德留后宋光葆、王宗侃之子武定节度使王承肇、山南节度使兼侍中王宗威、阶州刺史王承岳等多员蜀将投降。郭崇韬写信劝降王宗弼，王宗弼也开始考虑投降。他放弃利州，和王宗勳、王宗儼、王宗昱在白芀会合，将处决他们的命令给他们看，并一同计划投降。王宗弼秘密请求为西川兵马留后，郭崇韬也答应让他做节度使。
王宗弼决意把王衍交给郭崇韬，于是在十一月回到成都，登大玄门，严兵自卫。王衍与太后亲自去慰劳，王宗弼骄慢无复臣礼，擒住王衍、徐太后和王衍诸子，软禁于西宫天启宫，收其玺绶，其子王承涓带走了王衍的多名宠姬，王宗弼自称权西川兵马留后，派使者带着礼品和食物犒劳唐军，并以王衍名义写信给李严，称王衍已准备投降。李严赶到成都面见王衍，当时王宗弼还在城上设守备，李严命王宗弼撤去防卫离开成都，以示投降诚意。王宗弼又说如果不是宋光嗣、景润澄及宣徽使李周輅、歐陽晃蛊惑蜀主，前蜀早就能够投降了，于是杀了这些人，献首李继岌，又与金吾卫使周彦章等杀了文思殿大学士、礼部尚书、成都尹韩昭等自己不喜欢的官员，枭于金马坊门。内外马步都指挥使兼中书令徐延琼、果州团练使潘在迎、嘉州刺史顾在珣等因怕死而向王宗弼行贿全家的金宝、姬妾，稍有耽误的，都被杀死。李继岌到德阳，王宗弼派颜守伦上表笺。王宗弼派王承班把王衍的大批美貌姬妾、侍女连同财物送给李继岌、郭崇韬、郭崇韬子郭廷诲，并请求让自己当西川节度使。但李继岌却说：“这些东西现在是我家的了，由不得你把它们当礼物送。”
李继岌到汉州，王宗弼迎谒。12月15日，李继岌、郭崇韬到达成都。王衍率前蜀百官在李严带领下正式向李继岌投降。前蜀自此灭亡。

## 投降后唐后
郭崇韬住在王宗弼府上。与此同时，王宗弼试图说服郭崇韬让他当西川节度使，贿赂了郭很多礼物想让郭推荐自己。郭崇韬假装答应，却没有行动。为了向郭崇韬施压和离间李、郭，王宗弼又与郭廷诲合谋，率一批前蜀官员面见李继岌，要求让郭崇韬当西川节度使。此举让李继岌不再信任郭崇韬了，因为他宠信的宦官李從襲先前就表示怀疑郭崇韬的忠诚。而宋光葆又向郭崇韬诉说王宗弼诬害宋光嗣等人之事。李继岌遣使向王宗弼索要犒军钱数千万，但王宗弼削减之，李继岌很生气。王宗弼给郭崇韬的财物并不足以犒赏唐军，唐军士兵因此不满。综合各种情况，郭崇韬认定王宗弼不安全，必须除掉。
12月28日，在征得李继岌同意后，郭崇韬以不忠的罪名拘捕王宗弼、王宗勳、王宗渥，随后杀三人及驸马都尉王承班等于球场，族灭其家，抄没家产。蜀人大恐。前蜀官员痛恨王宗弼出卖国家，争着吃他的肉。
徐双《论五代后唐征蜀之役》认为郭崇韬私自接受王宗弼贿赂并暂时允诺其担任西川节度使是为了避免继续受到激烈抵抗，后来族诛王宗弼是为了掩盖自己在受降过程中的不法行为，有杀人灭口的嫌疑。

## 轶事
乾德年间，有童谣说：“我有一帖药，其名为阿魏，卖与十八子。”正是姓魏者卖国于姓李者之兆，而王宗弼所为正好符合。